# Alessandro Simioni
Alessandro Simioni (Abano Terme, 10 marzo 1998) è un cestista italiano.

## Carriera
Nativo di Abano Terme ma cresciuto a Cittadella, da bambino mosse i primi passi nella pallacanestro con il Basket Cittadella. Venne notato dagli osservatori della Victoria Libertas durante un torneo a Pesaro, ed entrò così a far parte del settore giovanile pesarese rimanendovi per due anni, dal 2012 al 2014. Successivamente si riavvicinò a casa con il passaggio alle giovanili della Reyer Venezia con cui nel 2016 vinse da protagonista lo scudetto Under-18, risultando anche MVP della finale contro la Virtus Bologna con 26 punti e 15 rimbalzi.
Con la prima squadra degli orogranata ebbe modo di debuttare in Serie A il 25 ottobre 2015 all'età di 17 anni, quando coach Carlo Recalcati gli concesse l'ingresso nel finale di Venezia-Cremona 73-51, una delle sue due apparizioni stagionali in campionato oltre a quella nella trasferta di Eurocup a Charleroi.
Diciottenne, il 12 luglio 2016 passò in prestito annuale alla Pallacanestro Trieste, formazione che all'epoca militava in Serie A2 e che arrivò fino alle finali play-off perse contro la Virtus Bologna. Tra regular season e play-off giocò 7,9 minuti a partita.
Dal 2017 al 2019 fece parte dell'Andrea Costa Imola, che in entrambe le stagioni centrò la salvezza in Serie A2. L'apporto del giovane Simioni nel primo anno fu di 3,4 punti e 1,5 rimbalzi in 14,0 minuti di utilizzo, mentre nella seconda annata il suo rendimento salì a 10,7 punti e 4,0 rimbalzi in 23,7 minuti di media.
Questa crescita gli valse la chiamata da parte della Pallacanestro Cantù in Serie A, seppur con un ruolo dalla panchina. Giocò in tutte e 20 le giornate che precedettero l'interruzione del campionato per via della pandemia di COVID-19. Le sue medie furono di 2,7 punti e 1,2 rimbalzi in 7,3 minuti a gara.
Nel giugno 2020 firmò un contratto biennale con il Basket Ravenna, con cui tornò dunque a calcare i parquet di Serie A2. Nel primo anno in giallorosso, tra regular season e play-off, mise a referto 8,1 punti e 4,2 rimbalzi in 21,9 minuti di media, dividendosi lo spazio con l'altro centro Alberto Chiumenti. L'anno seguente, con 9,4 punti e 4,0 rimbalzi e un utilizzo medio di 29,5 minuti a partita, fu il centro titolare di una squadra che si classificò terza nel proprio girone di regular season e che raggiunse le semifinali promozione.
Nella stagione 2022-2023 rinfoltì il reparto lunghi dell'Universo Treviso Basket in Serie A. Come avvenuto nella precedente parentesi nella massima serie ai tempi di Cantù, anche in questo caso Simioni partì sempre dalla panchina. L'ultima partita stagionale la disputò a dicembre: un infortunio alla spalla sinistra lo costrinse infatti ad operarsi qualche settimana più tardi, 1º febbraio 2023, per rimediare a una lussazione che aveva provocato la rottura del cercine glenoideo, con tempi di recupero previsti per i successivi tre-quattro mesi.
Il 7 luglio 2023 venne presentato come nuovo centro di Rinascita Basket Rimini, formazione del campionato di Serie A2. Al suo primo anno con i biancorossi romagnoli totalizzò 7,9 punti e 5,8 rimbalzi di media, partendo prevalentemente titolare con un utilizzo medio di 25,1 minuti a partita. Nella stagione successiva, complice la presenza nel ruolo di centro del neoarrivato Gora Camara, il suo minutaggio scese a 18,4 minuti di media, con 6,7 punti e 3,7 rimbalzi a gara. La dirigenza riminese lo ha confermato anche per la stagione 2025-2026.

## Palmarès
- Mondiali Under-19: 
 Egitto 2017